# Ahvenasaari
Ahvenasaari är en ö i Finland. Den ligger i sjön Joutsenselkä och i kommunen Pälkäne i den ekonomiska regionen Tammerfors och landskapet Birkaland, i den södra delen av landet, 140 km norr om huvudstaden Helsingfors. Öns area är 0,1 hektar och dess största längd är 60 meter i sydöst-nordvästlig riktning.